# Шагалова, Екатерина Александровна
Екатерина Александровна Шагалова (в девичестве — Миндадзе; 5 июня 1976, Москва) — российский кинорежиссёр, сценарист и продюсер.

## Биография
Родилась 5 июня 1976 года в Москве, в семье кинорежиссёра и сценариста Александра Миндадзе (28.04.1949) и актрисы Галины Орловой (1949—2015). Окончила сценарный факультет ВГИКа и режиссёрский факультет ГИТИСа (РАТИ). Член Гильдии кинорежиссёров России и КиноСоюза.

## Фильмография

### Режиссёр
- Инкубатор, 2018 (в производстве)
- Дорога из жёлтого кирпича, 2018 (мини-сериал)
- Куркуль, 2016
- Сводные судьбы, 2015 (мини-сериал)
- Мой близкий враг, 2014 (мини-сериал)
- Берцы, 2014
- Тамарка, 2013 (мини-сериал)
- Найти мужа в большом городе, 2013 (мини-сериал)
- Примета на счастье, 2012
- Однажды в провинции, 2008
- Собака Павлова, 2005

### Сценарист
- Берцы, 2014
- Счастливый маршрут, 2013
- Примета на счастье, 2012
- Одиссея сыщика Гурова, 2012
- Девичья охота, 2011
- Обитель, 2010
- Однажды в провинции, 2008
- Собака Павлова, 2005

### Продюсер
- Берцы, 2014

## Фестивали и премии
- Фильм «Однажды в провинции»:
  - Приз ФИПРЕССИ на 30-м Московском международном кинофестивале.
- Фильм «Собака Павлова»:
  - Приз «За лучший дебют» на кинофестивале «Окно в Европу», 2005.
  - Гран-при за лучший игровой фильм, Приз Гильдии кинокритиков и киноведов на кинофестивале «Сталкер», 2005.
  - Специальный приз генерального спонсора — МКФ «Pacific Meridian» во Владивостоке, 2006.
  - Призы: «За лучший дебют», «За лучшую режиссуру», Специальный приз продюсера фестиваля на кинофестивале «Амурская осень», 2006.